# Xanthogramma sichotana
Xanthogramma sichotana är en tvåvingeart som beskrevs av Violovitsh 1975. Xanthogramma sichotana ingår i släktet kilblomflugor, och familjen blomflugor. Inga underarter finns listade i Catalogue of Life.